# 马德里皇家剧院

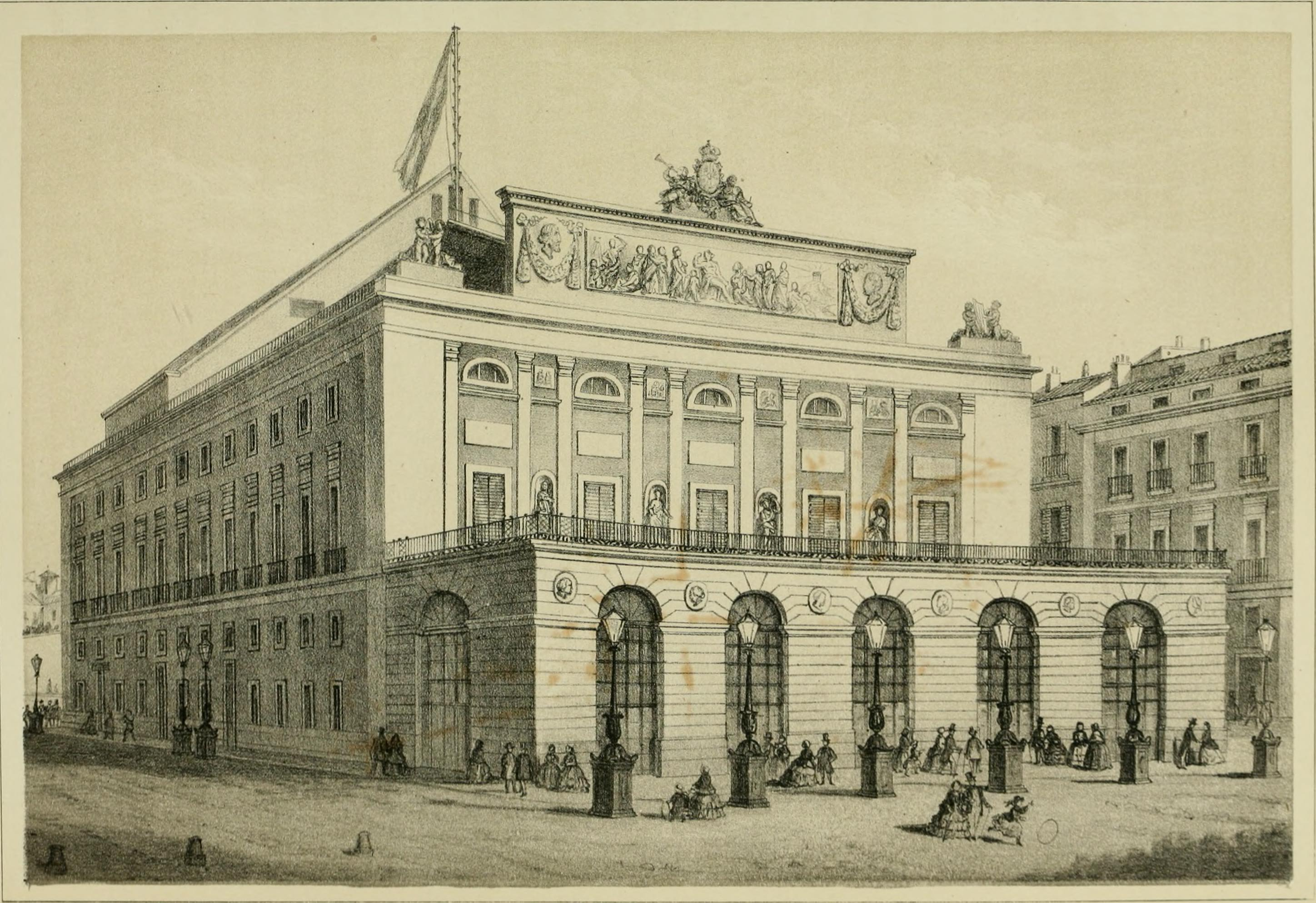
1860年的皇家剧院

马德里皇家剧院（西班牙語：Teatro Real de Madrid）是西班牙主要剧院，位于马德里市。

## 历史
皇家剧院始建于1818年，1850年11月19日落成，并上演了葛塔諾·多尼采蒂的戏剧《宠姬》。在20世纪中叶却有一大段时间停止运营，直至1997年才重新开放。1969年歐洲歌唱大賽在这里举行。

## 其他
2018年11月28日，彭丽媛在西班牙王后莱蒂西亚的陪同下参观了皇家剧院，并同歌剧《图兰朵》演员亲切交流。
2019年，皇家剧院总经理贝伦格尔与中国国家大剧院院长王宁在马德里签署合作协议，计划共同打造线上平台以实现影音内容共享，进一步促进中西两国文化艺术交流。

## 代表人物

### 总经理
- 米格尔·穆尼斯（2004年-2012年）
- 贝伦格尔（2012年-）

### 音乐总监
- 路易斯·安东尼奥·加西亚·纳瓦罗（1997年-2001年）
- 赫苏斯·洛佩斯-科沃斯（2003年-2010年）
- 艾弗·波顿（2015年-）[5]

## 图集

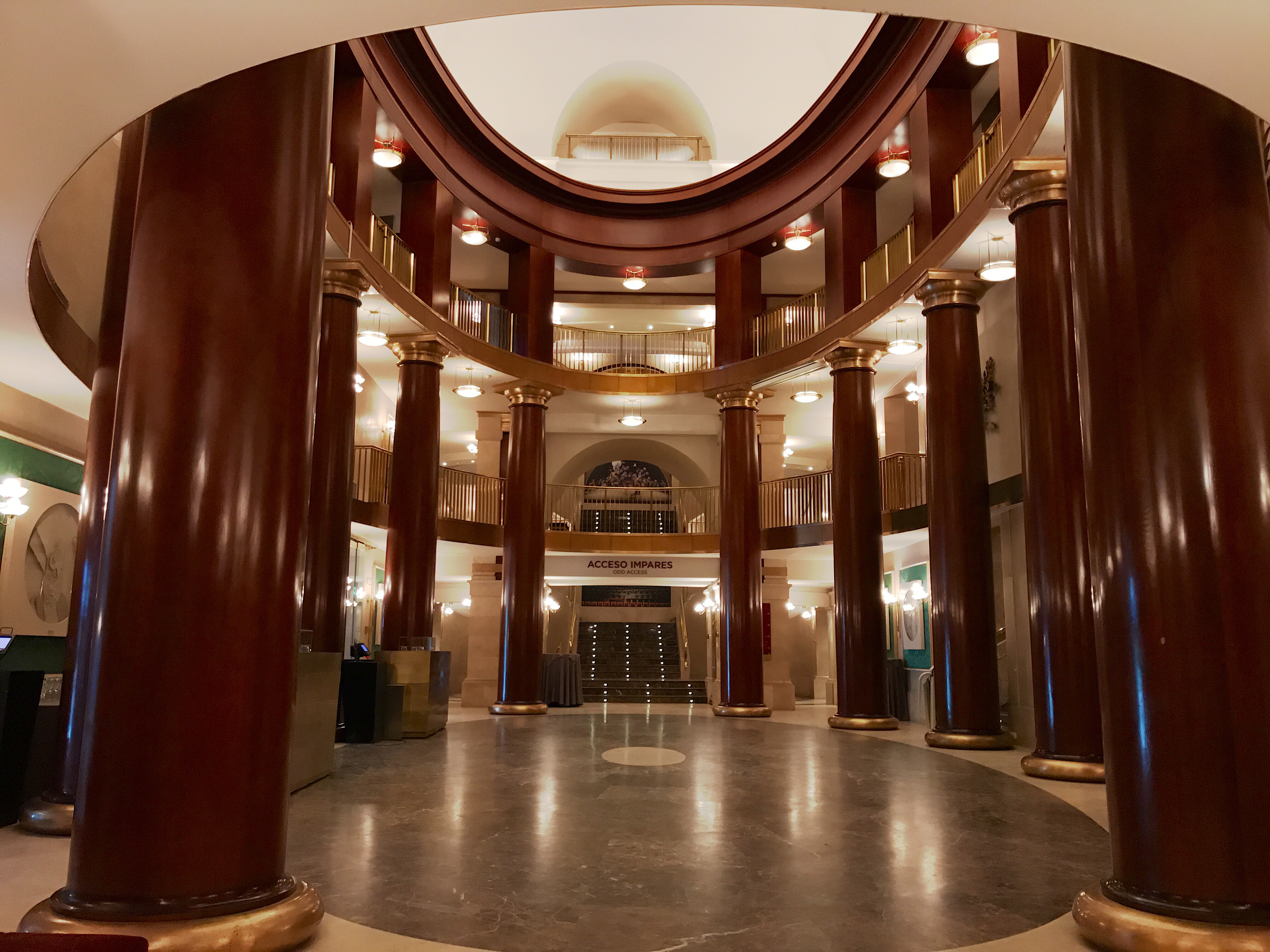
大厅
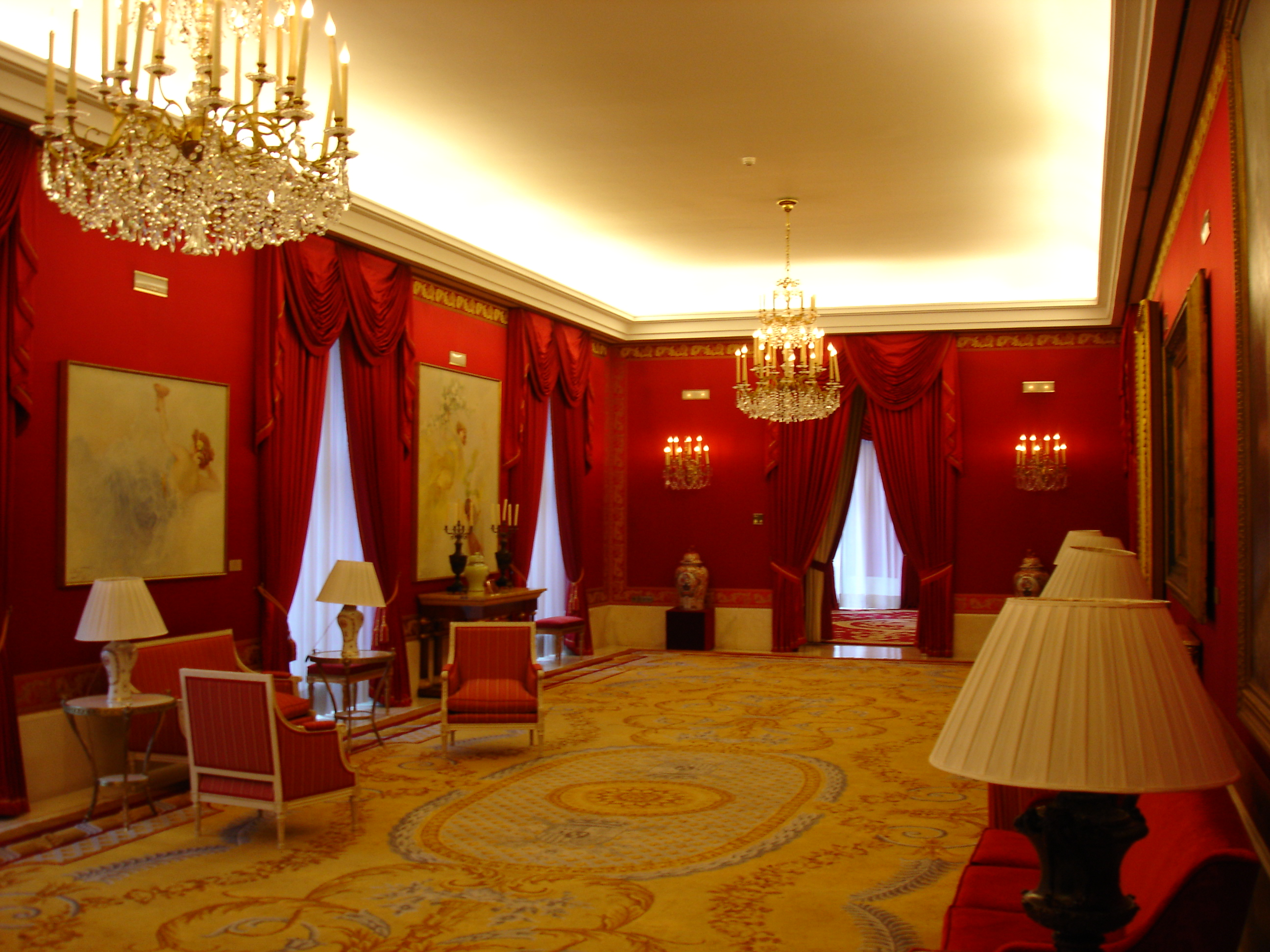
第二层
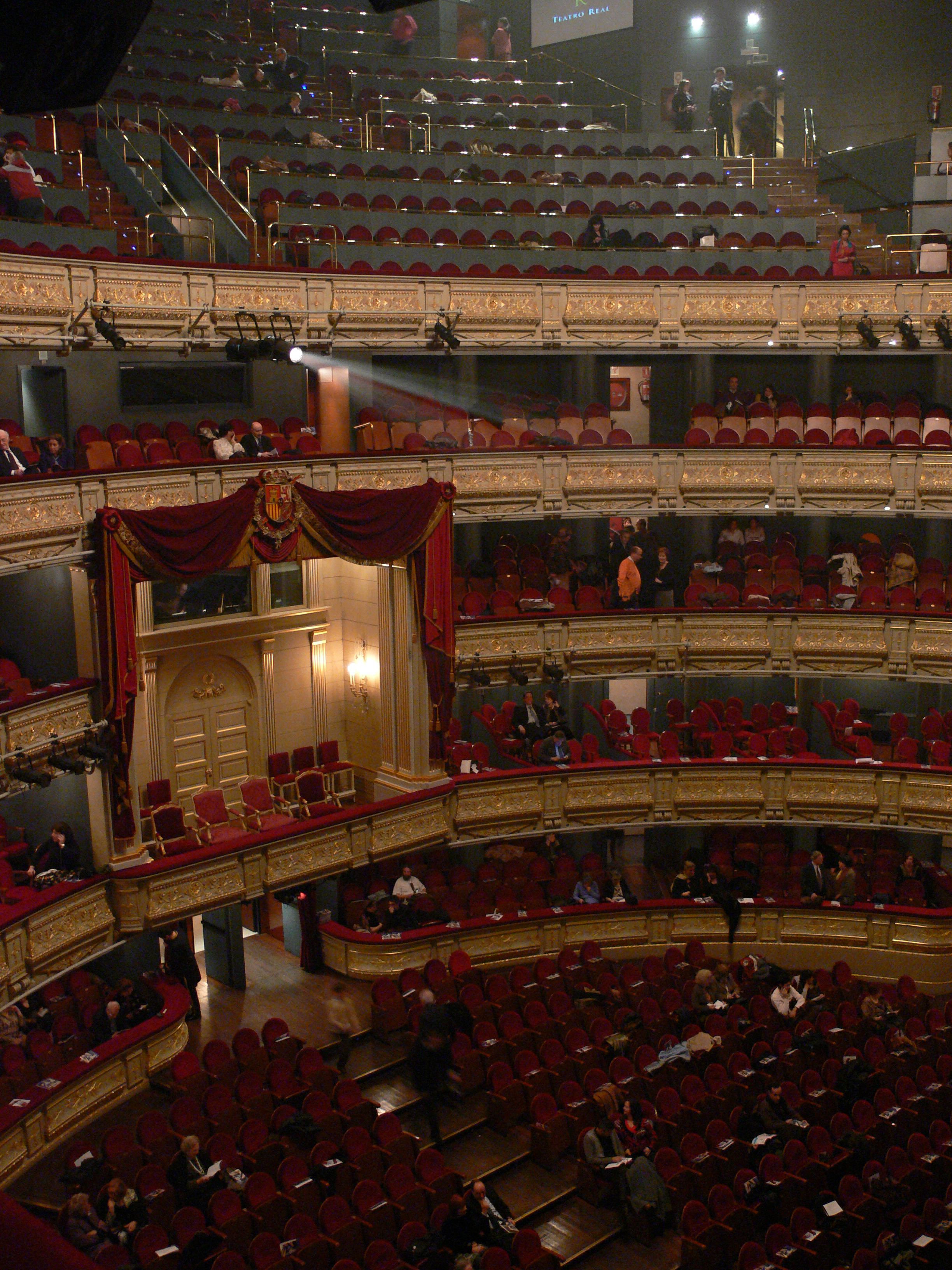
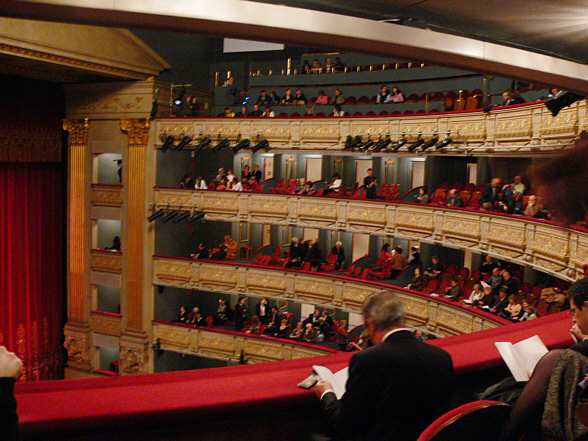
第三层
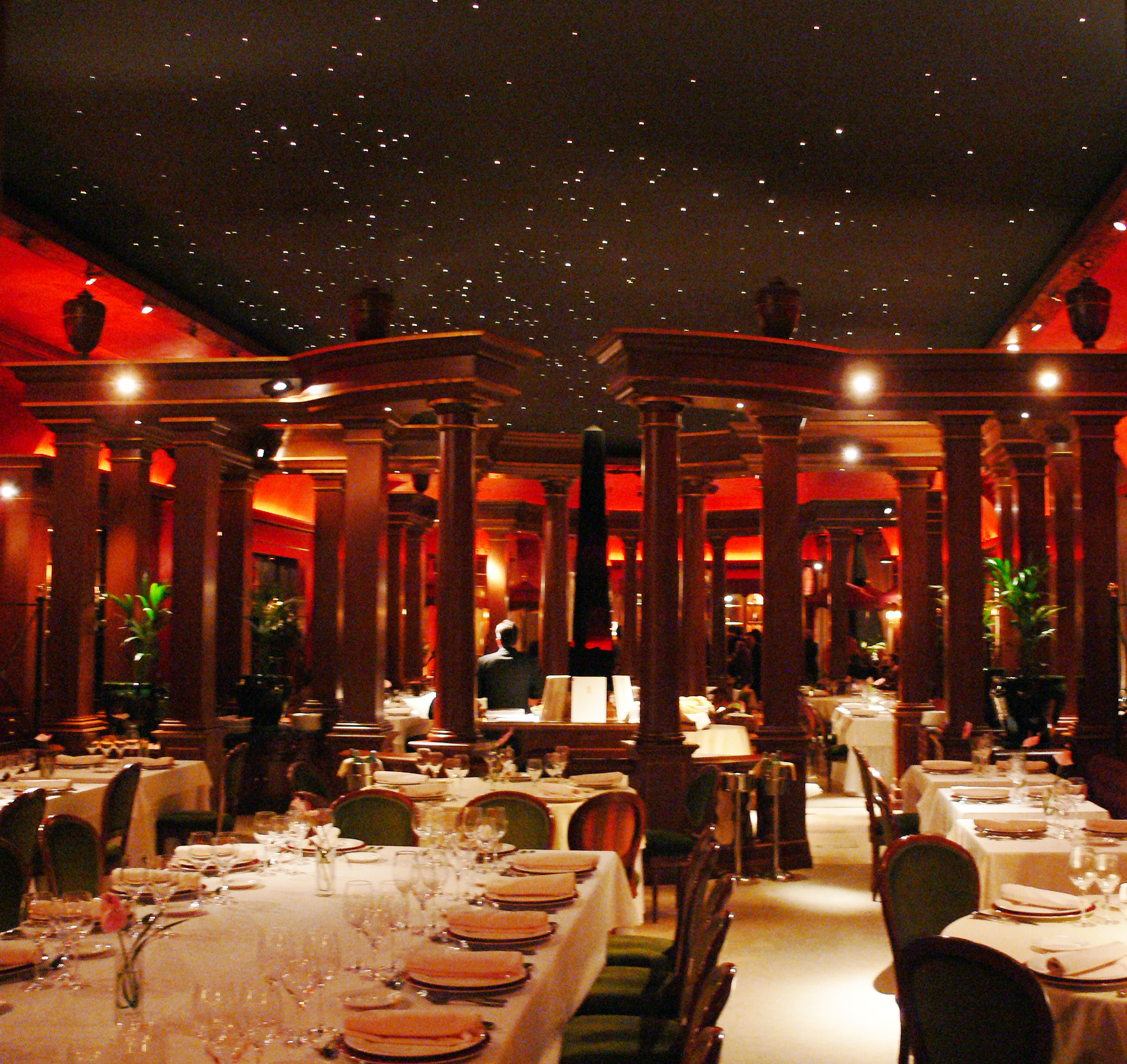
餐厅
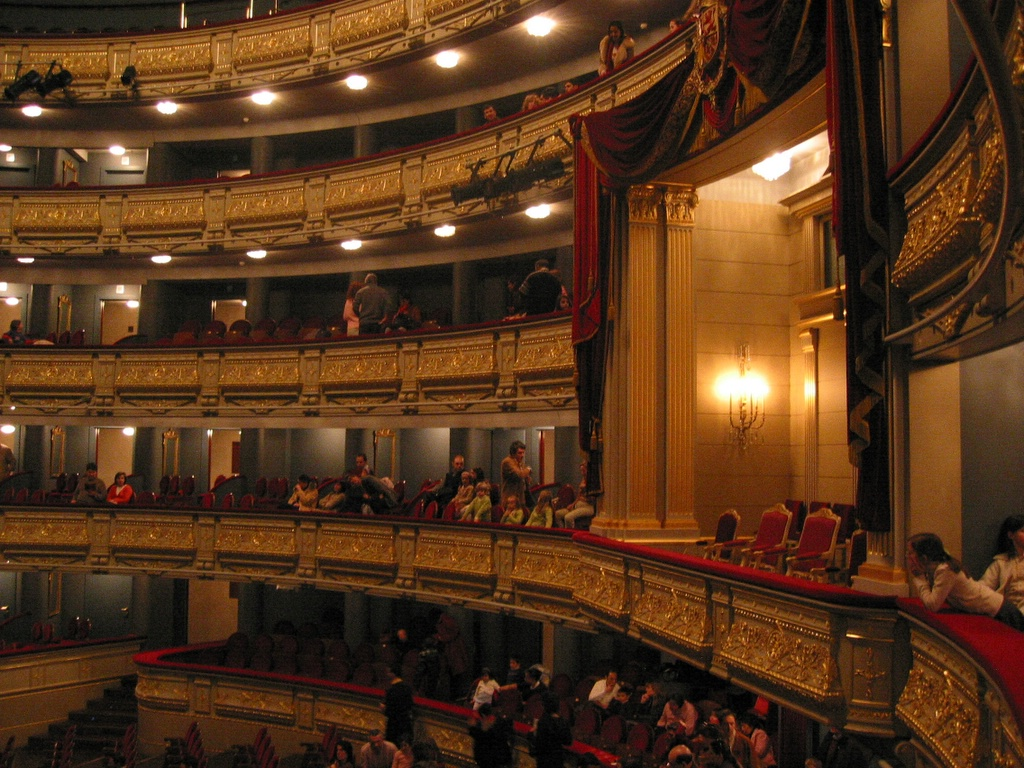